# Rio Paraíba do Sul
Der Rio Paraíba do Sul (ˈʁiu pɐɾɐˈibɐ du ˈsuw), kurz Paraíba, ist ein Fluss in Südost-Brasilien.
Er hat eine Länge von 1137 km gemessen ab der Quelle seines längsten Quellflusses Rio Paraitinga.

## Etymologie
„Paraíba“ ist ein aus der Tupi-Sprache stammender Begriff und bedeutet „schlechter Fluss“. Es besteht aus den Wortteilen pará (Fluss/Meer) und aíba (schlecht).
In Brasilien gibt es zwei weitere Flüsse gleichen Namens:
- Rio Paraíba (do Norte) im Bundesstaat Paraíba
- Rio Paraíba do Meio im Bundesstaat Alagoas.

## Geografie
Der Fluss erhält seinen Namen im Stausee Represa de Paraibuna, wo sich die beiden Flüsse Rio Paraitinga und Rio Paraibuna vereinigen.
Während diese Quellflüsse in südwestliche Richtung fließen, vollzieht der Flusslauf des Rio Paraíba do Sul kurz hinter dem Stausee Represa de Paraibuna in der Nähe von Jacareí eine 180-Grad-Wende und fließt in nordöstliche Richtung bis zur Mündung bei Campos dos Goytacazes in den Atlantik.
Seine wichtigsten Nebenflüsse sind Rio Jaguari, Rio Buquira, Rio Paraibuna, Rio Preto, Rio Pomba und Rio Muriaé. Die beiden letztgenannten sind die längsten Nebenflüsse und münden 140 km bzw. 50 km vor der Atlantikmündung in den Rio Paraíba do Sul.
Das Tal des Flusses erstreckt sich zwischen 20°26' und 23°39' S und 41° und 46°30' W über eine Fläche von ca. 57.000 km² in drei Bundesstaaten. Die Hauptwirtschaftszweige in der Region sind Industrie und Viehwirtschaft.
Im Stausee Represa do Funil verläuft der Fluss nur etwa 20 km von seiner am weitesten von der Mündung in den Atlantik entfernten Quelle (die des Rio Paraitinga). Jedoch liegt die Quelle etwa 1200 Meter höher und das Wasser nimmt einen Umweg von mehreren hundert Kilometern.

## Schiffbarkeit
Derzeit ist der Fluss auf zwei Abschnitten schiffbar:
- Der untere Abschnitt zwischen Mündung und São Fidélis auf einer Länge von ca. 90 km. Das Gefälle beträgt 22 cm/km. Dieser Flussabschnitt wird von kleinen Booten befahren, die hauptsächlich Baumaterialien nach Campos dos Goytacazes befördern.
- Ein Abschnitt zwischen Cachoeira Paulista und Guararema auf einer Länge von ca. 280 km. Trotz des geringen Gefälles von 19 cm/km dürfen nur Touristenboote diesen Abschnitt befahren.

In den übrigen Flussabschnitten wird Boots- und Schiffverkehr durch Hindernisse wie Wasserfälle, Stromschnellen und Anlagen zur Stromerzeugung, die ohne Schleusen ausgeführt sind, verhindert. Weitere Hindernisse sind Straßen- und Eisenbahnbrücken und Straßen, Eisenbahnstrecken und Städte entlang der Ufer.

## Städte

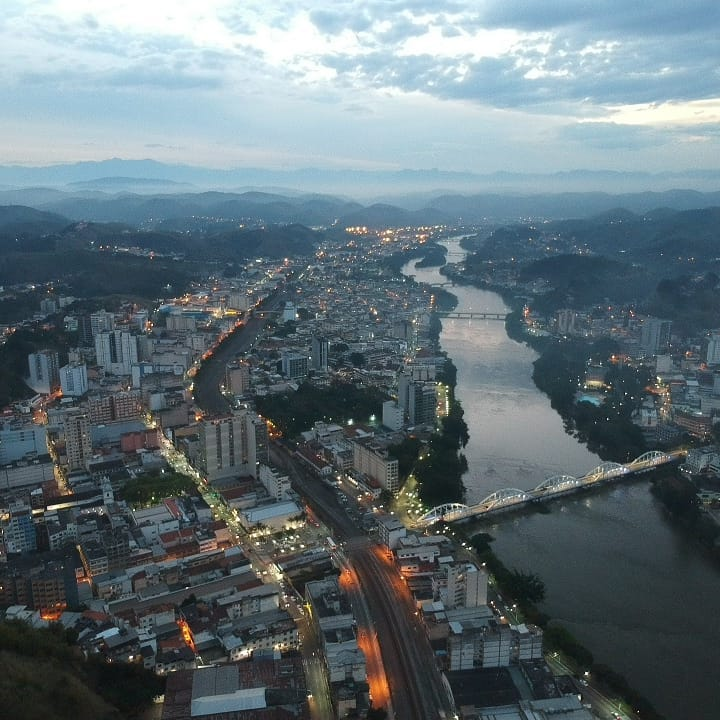
Rio Paraíba do Sul in Barra Mansa

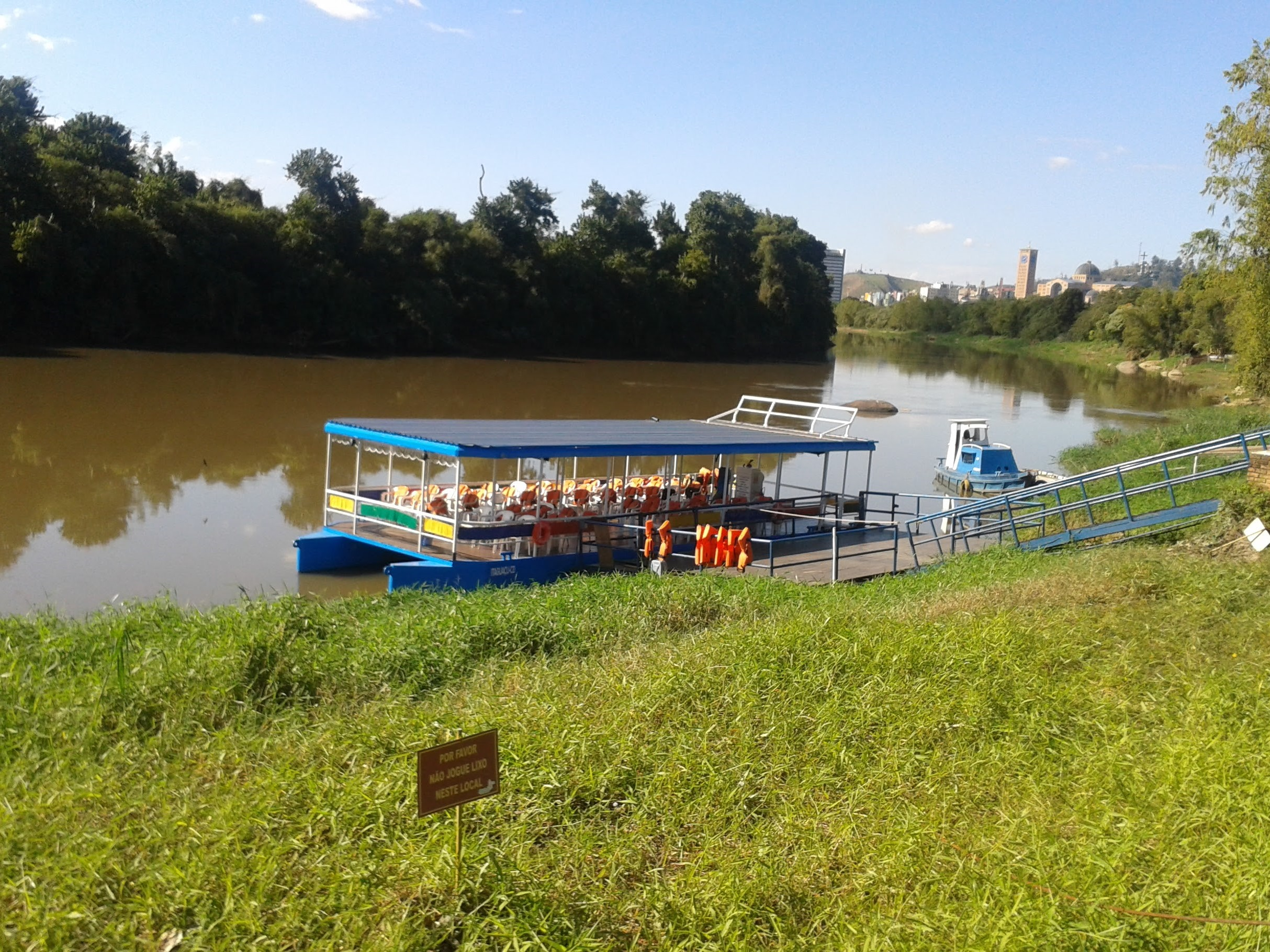
Ausflugsboot auf dem Rio Paraíba do Sul in Aparecida

Das Tal des Paraíba do Sul ist sehr fruchtbar und hatte auch in der Vergangenheit eine relativ hohe Bevölkerungsdichte. Städte entlang des Flusses sind:
- Bundesstaat Rio de Janeiro:
  - Barra do Piraí
  - Barra Mansa
  - Três Rios
  - Paraiba do Sul
  - Sapucaia
  - Campos dos Goytacazes – Zentrum eines Zuckerrohr-Anbaugebiets
  - Vassouras – Sitz einer Universität mit Schwerpunkt Agrikultur
  - Volta Redonda – erste Produktionsstätte für Stahl in Brasilien
- Bundesstaat São Paulo:
  - Aparecida – wichtigster Wallfahrtsort Brasiliens
  - Guaratinguetá
  - São José dos Campos – Hochtechnologiestandort und Sitz von Embraer
  - Taubaté – Produktionsstandorte von Volkswagen do Brasil und Ford
- Bundesstaat Minas Gerais:
  - Além Paraíba
  - Estrela Dalva
  - Juiz de Fora – wichtiger Produktionsstandort am Rio Paraibuna (Minas Gerais), einem der Zuflüsse des Paraíba.

## Umwelt

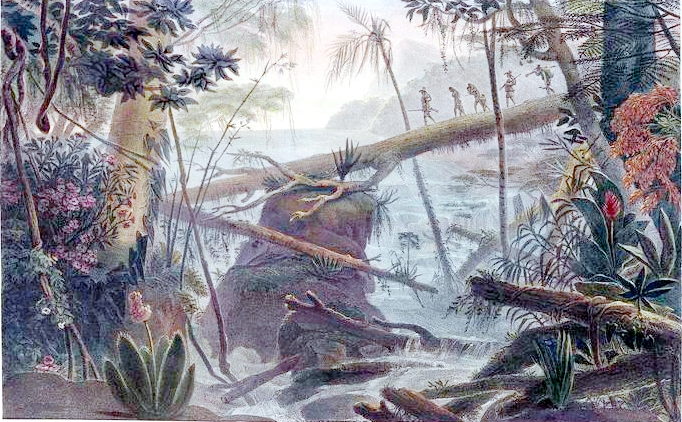
Forêt vierge – Les Bords du Parahiba (Urwald – Die Ufer des Parahiba), Jean-Baptiste Debret, 1834

Im Gegensatz zu den Flüssen im Norden Brasiliens, wo die Wassertemperaturen im Laufe des Jahres nur leichte Schwankungen aufweisen, treten in Flüssen des südlichen Brasiliens deutliche Temperaturunterschiede zwischen Sommer und Winter auf. In einer Untersuchung des Flusses in Lorena variierte die Wassertemperatur zwischen 26,6 °C im Sommer und 15,2 °C im Winter. Der pH-Wert schwankt im Allgemeinen zwischen 6 und 8.
Das Einzugsgebiet des Rio Paraíba do Sul beheimatet etwas mehr als 100 einheimische Fischarten, wobei die meisten zu den Familien Loricariidae, Characidae und Trichomycteridae gezählt werden. Etwa 40 % der Fischarten im Einzugsgebiet des Paraíba sind endemisch. Die Gattung Oligobrycon kommt nur im Paraíba und seinen Zuflüssen vor und neue Arten wurden erst in der jüngeren Vergangenheit entdeckt, z. B. der kleine welsartige Pareiorhina hyptiorhachis, der im Jahr 2013 zum ersten Mal wissenschaftlich beschrieben wurde.

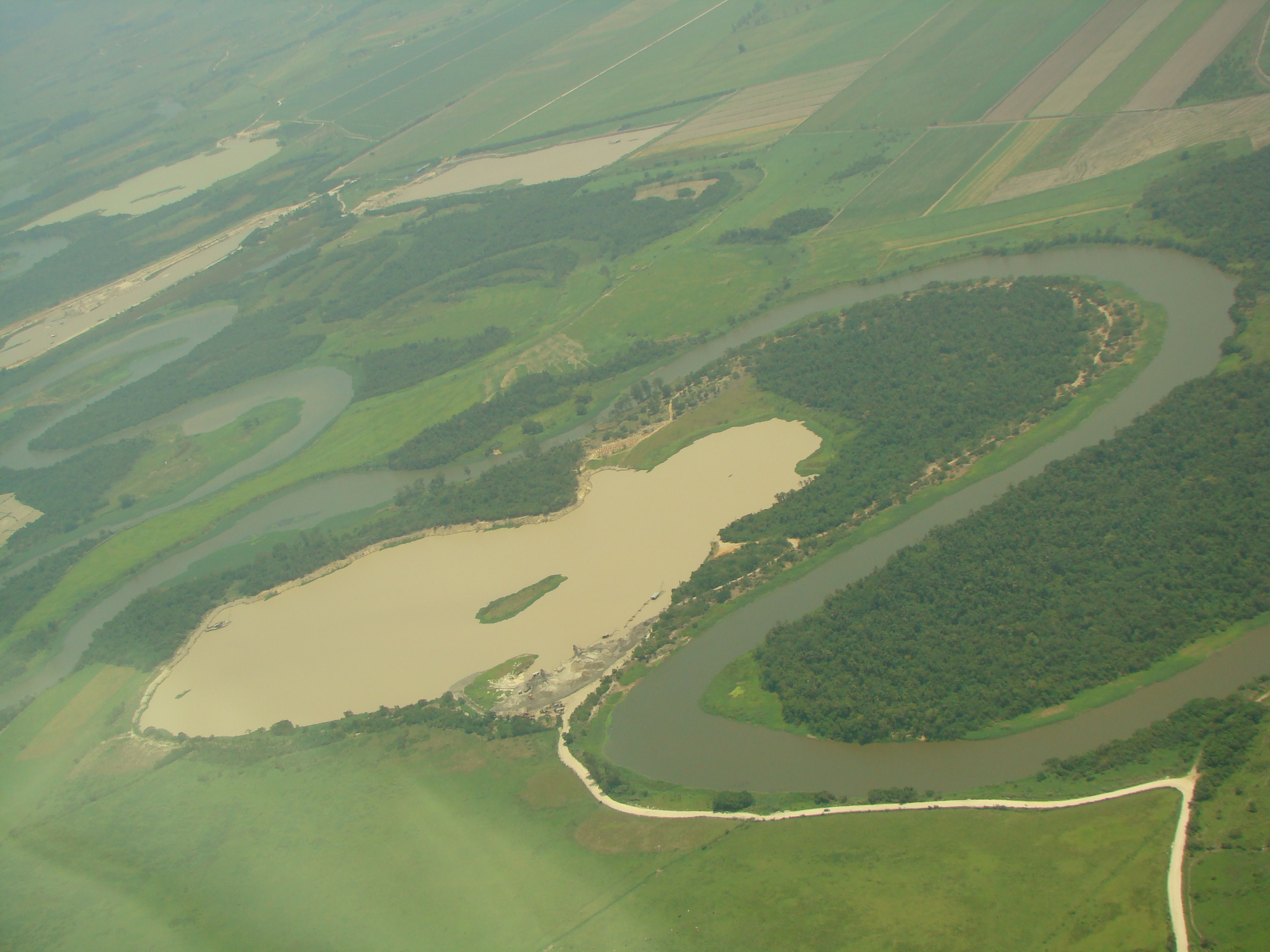
Kiesabbau am Rio Paraíba do Sul in Caçapava

Da der Fluss durch eines der am dichtesten bevölkerten und am stärksten industrialisierten Gebiete Brasiliens fließt, leidet er an starker Verschmutzung und Schadstoffbelastung. Untersuchungen des einheimischen Buntbarschs Geophagus brasiliensis ergaben, dass die vorgefundenen Werte von Schwermetallen die gesetzlichen Werte überschreiten. Andere Bedrohungen sind Staudämme und die etwa 70 Neozoen, darunter 46 eingeschleppte Fischarten und der parasitische Ruderfußkrebs Lernaea cyprinacea.
Einige Arten (z. B. Brycon insignis, Pogonopoma parahybae und Steindachneridion parahybae) sind stark bedroht. Allgemein ist ein Rückgang der Artenvielfalt zu erkennen. Einige Arten, beispielsweise der endemische Hypostomus auroguttatus, konnten sich erfolgreich an die geänderten Bedingungen anpassen. Der Wels Potamarius grandoculis ist nur in den Mündungsbereichen der Flüsse Rio Paraíba do Sul und Rio Doce verbreitet, könnte aber bereits ausgestorben sein. Weitere bedrohte Tierarten des Paraíba-Flusssystems sind die Muschelarten Diplodon dunkerianus, D. expansus und D. fontaineanus sowie die Schildkrötenart Ranacephala hogei (auch Mesoclemmys hogei).
Ein nationaler Schutzplan mit Empfehlungen für den Rio Paraíba do Sul wurde im Jahr 2010 veröffentlicht.